# Blank Project
| Recensione | Giudizio |
| ---------- | -------- |
| AllMusic   |          |

Blank Project è un album discografico in studio della cantante svedese Neneh Cherry, pubblicato nel 2014.

## Il disco
Si tratta della prima pubblicazione da solista della cantante dopo 18 anni: il precedente album Man era stato pubblicato nel 1996. Nel frattempo l'artista ha pubblicato dei lavori con progetti paralleli (CirKus e The Thing). 
L'album è stato registrato a Woodstock (New York) con l'ausilio del produttore e musicista Four Tet.
Inoltre si avvale della collaborazione artistica di Robyn.
Dal punto di vista stilistico l'album si allontana dai lavori precedenti dell'artista, che qui abbraccia la musica elettronica.

## Tracce
Testi di Neneh Cherry, Cameron McVey and Paul Simm.
1. Across the Water – 3:28
2. Blank Project – 4:05
3. Naked – 3:57
4. Spit Three Times – 4:18
5. Weightless – 5:46
6. Cynical – 4:10
7. 422 – 5:21
8. Out of the Black (feat. Robyn) – 5:15
9. Dossier – 5:12
10. Everything – 7:20